# Self-assembly

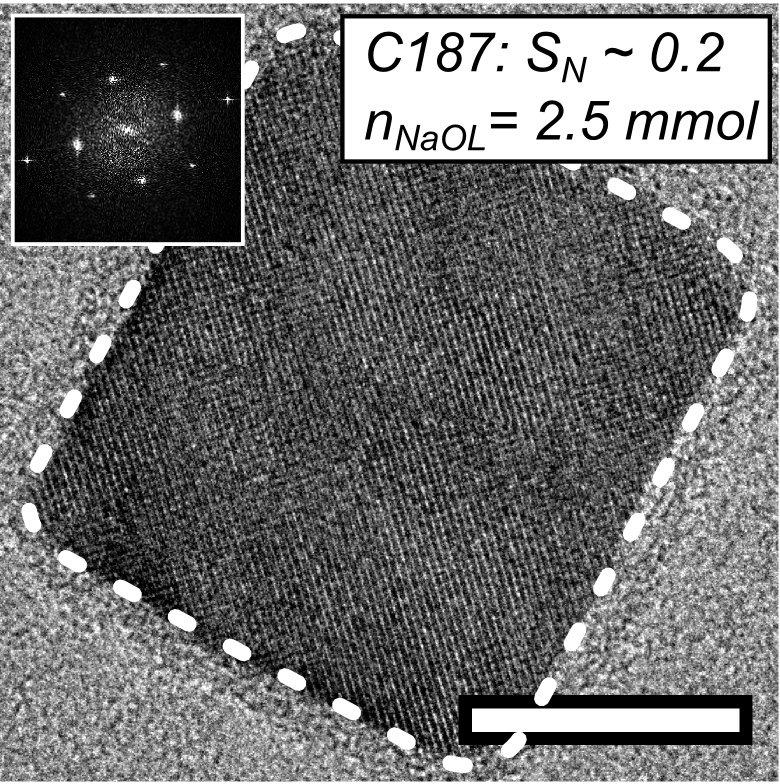
Snímek z elektronového mikroskopu nanokrychlí oxidu železa. Pravidelně rozmístěné body, ohraničené přerušovanou linií jsou atomy železa. Levý horní snímek ukazuje elektronový difrakční vzorec. Škála je: 10 nm.

Self-assembly (samouspořádávání) je proces, při němž neuspořádaný systém již existujících složek vytváří organizovanou strukturu v důsledku specifických, lokálních interakcí mezi jednotlivými komponentami, bez externího vlivu. V případě, že výstavbovými prvky jsou molekuly, je proces označován jako molekulární samouspořádávání.

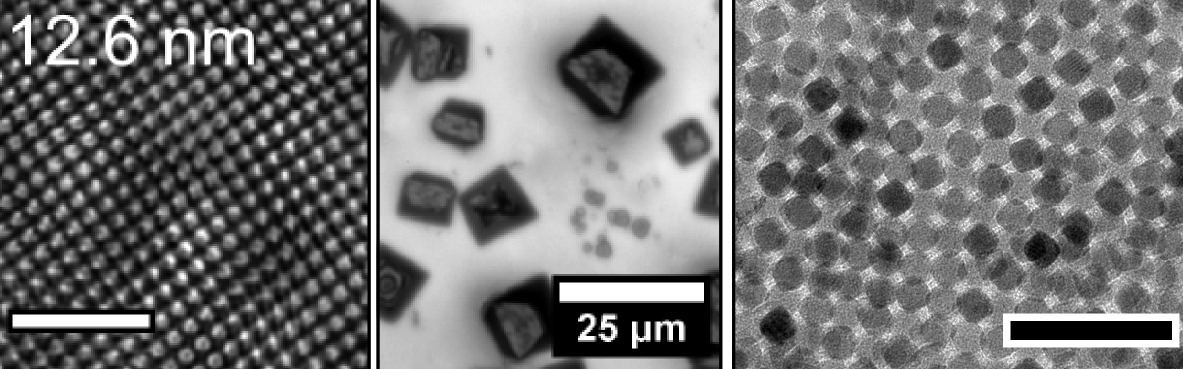
Nanočástice oxidů železa mohou být rozdispergovány v organickém rozpouštědle (toluen). Po jeho odpaření, se mohou samouspořádat (levý a pravý panel) v mikro mesokrystaly (uprostřed) nebo do vícevrstev (vpravo). Každá tečka v levém obrázku je běžný „atomový“ krystal. Škála je: 100 nm (vlevo), 25 μm (uprostřed), 50 nm (vpravo).

Samouspořádávání může být rozděleno na statické a dynamické. Při statickém samouspořádávání se uspořádané formy dosahuje tak, že systém přechází do rovnovážného stavu, takže dochází k redukci jeho volné energie. Nicméně, při dynamické samouspořádávání se struktura již existujících složek organizuje na základě specifických lokálních interakcí, tohle nicméně nebývá nazýváno jako „samouspořádávání“, ale jako „samoorganizace“ (self-organized). 

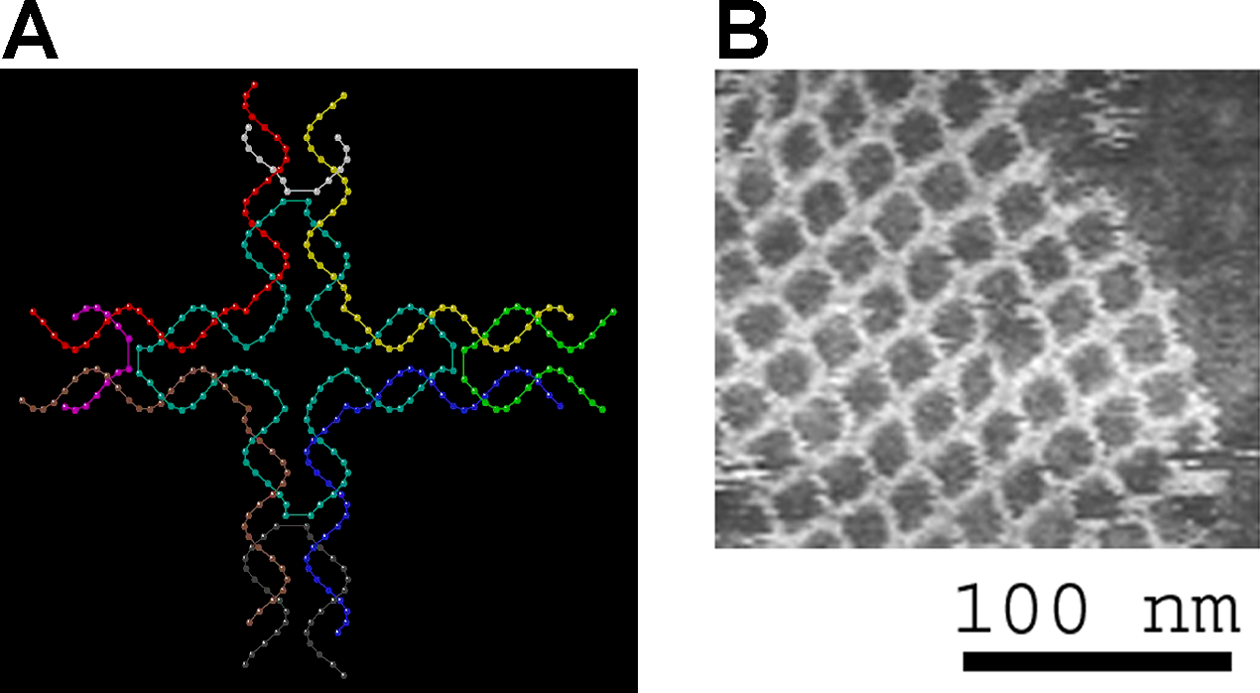
DNA zobrazená vlevo (schematické zobrazení) se samouspořádává do struktury zobrazené pomocí mikroskopie atomárních sil vpravo.

## Samouspořádávání v chemii a materiálových vědách
Samouspořádávání (SA) v klasickém smyslu je definováno jako spontánní a reverzibilní organizace molekulárních jednotek do uspořádané struktury pomocí nekovalentních interakcí. První vlastností samouspořádaného systému, kterou tato definice navrhuje je spontaneita procesu samouspořádávání: interakce zodpovědné za formaci samouspořádaného systému působí pouze na lokální úrovni – jinými slovy, nanostruktura vyváří sama sebe.

### Typické znaky
Na tomhle místě, by někdo mohl argumentovat, že jakákoliv chemická reakce je řízena atomy a molekulami, které se uspořádávají do větších struktur, například jako jsou sraženiny, a tím pádem mohou spadat do kategorie SA. Nicméně, tu jsou přinejmenším tři typické znaky, které dělají SA samostatným celkem.

#### Uspořádanost
Za prvé, samouspořádané struktury musí vytvářet vyšší uspořádané celky oproti jednotlivým složkám, ať už tvarem nebo zvláštní úlohou, kterou samouspořádaná struktura může vykonávat. Tohle všeobecně nemusí být pravda v chemických reakcích, kde může nějaký uspořádaný stav směřovat ke stavu neuspořádanému a to v závislosti na termodynamických podmínkách.

#### Interakce
Druhým důležitým prvkem SA je výsadní role slabé vazebné interakce (např. van der Waalsovi, kapilarita, π − π, vodíková vazba) oproti více „tradiční“ kovalentní, iontové nebo kovové vazby. Ačkoliv jejich energie je typicky až o 10 řádu menší, tyto slabé interakce hrají důležitou roli v materiálové syntéze. Je namístě zmínit, že slabé interakce zastávají prominentní úlohu v materiálech, zvláště v biologických systémech, navzdory tomu, že jsou považovány za okrajové v porovnání se „silnými“ (tj. kovalentními, atd.) interakcemi. Například, určují fyzikální vlastnosti kapalin, rozpustnost pevných látek a organizaci molekul v biologických membránách.

#### Výstavbové bloky
Třetím typickým znakem SA jsou výstavbové bloky, kterými nemusí být nutně jen atomy a molekuly, ale i široké spektrum nano- a mesostruktur s rozdílným chemickým složením, tvarem a využitím. Pro výzkum možných samouspořádaných tří-dimenzionálních útvarů mikritu se zkouší platónská tělesa (pravidelný mnohostěn). Termín „mikrit“ byl vytvořen DARPA, přičemž odkazuje na sub-milimetrové mikroroboty, jejichž schopnost samoorganizace může být srovnatelná s tou u hlenek. Nedávné příklady nových výstavbových bloků zahrnují mnohostěn a záplatované částice (patchy particle). Tyto výstavbové bloky o nano-rozměrech (NBBs) mohou být naopak syntetizovány skrze konvenční chemické cesty nebo jiným SA přístupem jako jsou přímé entropické síly (directional entropic forces).

### Příklady
Důležitým příkladem SA v materiálové vědě je formování molekulových krystalů, koloidů, lipidových dvouvrstev, fázově-separovaných polymerů a samouspořádaných monovrstev. Seskládaní polypeptidového řetězce v proteinu a seskupení nukleových kyselin do jejich funkční podoby jsou příklady samouspořádávání biologických struktur. Nedávno byly pomocí samouspořádávání připravené tří-dimenzionální makroporézní struktury za chlazení derivátu difenylalaninu, získaný materiál by mohl najít svoje využití v regenerační medicíně nebo v cíleném transportu léčiv. P. Chen et al. ukázali mikro-metodu samouspořádávání, kdy vytvořili templát na rozhraní kapalina–vzduch pomocí Faradayovy vlny. Tato metoda samouspořádávání by se dala využít pro vytvoření rozmanitého souboru symetrických a periodických struktur z mikro-rozměrných materiálů jako jsou hydrogely, buňky a buněčné sféroidy.

### Vlastnosti
SA rozšiřuje rámec chemie, snažící se vytvořit produkty, které jsou uspořádané a mají využitelné vlastnosti, zahrnutím slabé vazebné interakce a samouspořádaní NBBs na všechny délkové rozměry. V kovalentní syntéze a polymerizaci, spojují vědci atomy dohromady do nějakého požadovaného uspořádání, které nemusí nutně být energeticky nejvíc výhodné; naproti tomu, samouspořádané molekuly si osvojují strukturu v termodynamickém minimu, tím pádem nacházejí tu nejlepší kombinaci interakcí mezi podjednotkami, ale bez vytvoření kovalentních vazeb mezi nimi. U samouspořádaných struktur vědci musí předpovídat toto minimum, ne jenom dotlačit atomy do požadovaného umístění.
Jinou společnou charakteristikou vlastní všem samouspořádaným systémům je, že jsou termodynamicky stabilní. SA se uskutečňuje bez zásahu vnějších sil, tudíž proces musí vést ke snížení Gibbsovy volné energie, takže samouspořádané struktury jsou termodynamicky více stabilní, než osamocená, neuspořádaná složka. Přímým důsledkem je všeobecná tendence samouspořádaných struktur existovat prakticky bez defektů. Příkladem může být vytvoření dvoudmenzionálních super-mřížek (superlattices), které jsou složeny z uspořádaně mikrometrových polymetylmetaklátových (PMMA) koulí, které lze získat z roztoku obsahující mikrosféry polymeru, z něhož necháme pomalu za vhodných podmínek odpařit veškeré rozpouštědlo. Hnací silou v tomto případě jsou kapilární síly, které pramení z deformace povrchu kapaliny, zapříčiněné plováním nebo částečným ponořením částic.
Tyto dvě vlastnosti – slabé interakce a termodynamickou stabilitu – si musíme připomenout, abychom odůvodnili jinou vlastnost, s kterou se často setkáváme u samouspořádaných systému: citlivost k poruchám vlivem vnějších podmínek. Tyto drobné fluktuace, mohou ovlivnit termodynamické proměnné, vést k viditelné změně ve struktuře a dokonce k jejímu poškození, a to během nebo i po SA. Slabá povaha interakcí je zodpovědná za flexibilitu architektury a dovoluje přeuspořádání struktury, způsobem určovaným termodynamikou. V případě, že fluktuace přesunou termodynamické proměnné zpět do počáteční polohy, struktura se pravděpodobně vrátí do své výchozí konfigurace. To nás přivádí k jedné další vlastnosti SA, která není vždy pozorována u materiálů připravovaných jinými technikami: reverzibilita.
SA je proces, který je jednoduše ovlivnitelný externími parametry: syntéza je poměrně problematická v důsledku velkého počtu neurčených parametrů, které je potřeba kontrolovat, na druhé straně tu jsou vzrušující výhody z velkého množství tvarů a vlastností na mnoha délkových rozměrech, které můžeme získat.
Všeobecně, základní podmínkou potřebnou pro to, aby se NBBs samouspořádaly do uspořádané struktury je současné působení repulzních sil krátkého dosahu a přitažlivých sil dlouhého dosahu.
Vybráním prekurzoru s vhodnými fyzikálně-chemickými vlastnostmi, je možné dosáhnout požadované kontroly během procesu formace, který produkuje komplexní struktury. Zcela zjevně, nejdůležitějším nástrojem při návrhu způsobu syntézy materiálů je znalost chemie stavebních bloků. Na příklad, bylo dokázáno, že je možné využít dvoublokový kopolymer s rozdílnou reaktivitou jednotlivých bloků k vložení maghemitových nanočástic a vytvoření periodického materiálů s různým potenciálem jako u vlnovodů.
V roce 2008 Advances in Colloid and Interface Science publikovalo studii, v které bylo shrnuto, že každý proces samouspořádávání ve skutečnosti představuje spoluuspořádávání, tím pádem předešlý termín tuhle skupinu označuje nesprávně. Práce je stavěna na konceptu společného uspořádávání samouspořádaného systému a jeho prostředí.

## Samouspořádávání v makrorozměrech
Proces samouspořádávání může být pozorován u systémů s makroskopickými výstavbovými bloky. Tyto výstavbové bloky mohou být poháněné externě nebo mohou být soběstačné. Od roku 1950 vědci vytvořili samouspořádané systémy představující centimetrové komponenty v podobě pasivních mechanických součástek až po mobilní roboty. Pro systémy v těchto rozměrech, může být návrh složek kontrolován na vysoké úrovni. Pro některé systémy, jsou preferované interakce mezi složkami programovatelné. Proces samouspořádávání může být jednoduše kontrolován a analyzován pomocí samotných komponent nebo externími pozorováním.
V duben 2014, Skylar Tibbits z Massachusettského technologického institutu, demonstroval kombinaci 3D tisku plastem s „chytrým materiálem“, který se samouspořádával ve vodě. Tibbits to označil jako „4D tisk“.

## Jednotný koncept samoorganizace a samouspořádávání
Lidé běžně zaměňují termíny „samoorganizace“ a „samouspořádávnání“. Jelikož věda komplexních systémů začala být docela dost populární, vyvstává větší potřeba vyjasnit neurčitost v rozdílů mezi těmito dvěma mechanismy, abychom porozuměli jejich významu pro fyzikální a biologické systémy. Oba procesy vysvětlují, jak kolektivní uspořádání plyne z “dynamických interakcí v malých rozměrech“, podle článku z přelomu listopadu a prosince z roku 2008 z časopisu Complexity. Samoorganizace je nerovnovážný proces, kde samouspořádávání je spontánní proces, který směřuje k rovnováze. Samouspořádávání vyžaduje po složkách, aby zůstaly v podstatě nezměněny během celého procesu. Vedle termodynamických rozdílů mezi těmito procesy, je také rozdíl v jejich formování. Prvním rozdílem je „rozlišení globálního uspořádání celku“ u samouspořádávání, zatímco u samoorganizace není toto počáteční určení nutné. Další nepatrný rozdíl plyne z minimálního množství jednotek potřebných na vytvoření uspořádané struktury. U samoorganizace se můžeme najít minimální počet jednotek, zatímco u samouspořádávání ne. Koncept může mít zvláštní využit jako pojítko s přirozeným výběrem. Případně, tyto vzory mohou vést k jednotné teorii formace vzoru v přírodě.